# イベット・ジロー
イベット・ジロー（Yvette Giraud、1916年9月24日 - 2014年8月3日）は、フランスのシャンソン歌手。代表作に「あじさい娘」のほか、「詩人の魂」（シャルル・トレネ作品）、「ミラボー橋」（レオ・フェレ作品）など多数。
1916年、パリに生まれる。1945年、英軍の慰問歌手として活動し、翌年フランスで代表作となる「あじさい娘」などで歌手デビューした。
1955年に初来日を果たし、低音の歌声で人気を博す。1999年まで毎年のように来日し、全国各地でコンサートや老人ホームの慰問などを続けた。布団を愛用する親日家でもあり、1994年に勲四等宝冠章を受章した。